# 吉田簑助
吉田 簑助（よしだ みのすけ）は、人形浄瑠璃の人形遣いの名跡。
- 初代 - 四代目吉田文五郎。
- 二代目 - 二代目桐竹紋十郎。
- 三代目 - 本項にて詳細。

三代目 吉田 簑助（さんだいめ よしだ みのすけ、1933年（昭和8年）8月8日 - 2024年（令和6年）11月7日）は、人形浄瑠璃文楽の人形遣い。位階は従四位。
日本藝術院会員。大阪府生まれ。本名は平尾 勝義（ひらお かつよし）。

## 来歴・人物
父は二代目桐竹紋太郎、1940年6月に三代目吉田文五郎に入門し1942年3月に桐竹紋二郎と名乗る。翌年初舞台。1948年8月に二代目桐竹紋十郎門下となる。1961年6月三代目吉田簑助を襲名。1970年に芸術選奨新人賞を受賞。1994年に人間国宝に認定。1996年には紫綬褒章、1997年には芸術院賞を受賞した。1998年に脳出血のため楽屋で倒れたが熱心なリハビリの末、翌年夏の公演で奇跡的にカムバックした。2006年には5度目のフランス公演を行い、2007年にはフランス政府より芸術文化勲章コマンドゥールを受賞した。弟子に三代目桐竹勘十郎がいる。文楽を代表する立女形として有名。2009年、文化功労者。2012年、日本芸術院会員に選ばれる。2021年4月、国立文楽劇場での公演を最後に引退。2023年秋の叙勲に於いて旭日中綬章を受章した。
2024年11月7日、大阪市内の病院で死去。91歳没。叙従四位。

## 著書
- 吉田簑助、山川静夫『吉田簑助と山川静夫花舞台へ帰ってきた。-脳卒中・闘病・リハビリ・復帰の記録』淡交社、2007年。ISBN 978-4473033789。
- 吉田簑助『頭巾かぶって五十年-文楽に生きて』淡交社、1991年。ISBN 978-4473012005。

## その他

### ドキュメンタリー
- にっぽんの芸能「人形遣い 吉田簑助 文楽の女にささげた81年」（2021年7月23日、NHK Eテレ）[7]